# Мост Клебонишкис
Мост Альфонсаса Мешкиниса или мост Клебонишкис (лит. Alfonso Meškinio tiltas, Kleboniškio tiltas) — два автомобильных железобетонных моста через реку Нярис в Каунасе, Литва. Является частью автодороги A1, соединяющей Вильнюс, Каунас и Клайпеду. Ежедневно по мосту проезжает до 55 тысяч автомобилей.
Ниже по течению находится Варняйский мост.

## История
Проект был разработан минским проектным институтом «Белгипродор». Монтаж блоков пролетных строений осуществляли навесным способом двумя передвижными консольными кранами грузоподъемностью 20 т. Открытие моста состоялось в 1965 году, общая продолжительность строительства моста составила 29 месяцев.
В 1981 году с низовой стороны был построен второй мост. Проект разработал институт Lietkelprojektas. Строительство моста осуществляло Каунасское мостостроительное управление №1 (лит. Kauno tiltų statybos valdyba Nr. 1) Минавтошосдора Литовской ССР, руководителем работ был А. Мешкинис (лит. Alfonsas Meškinis).
В январе 2009 года разрушился шарнир между балками низового моста, в результате чего пролетное строение сместилось на 25 см. Ремонт конструкций продолжался до мая 2009 года, работы выполняла компания Kauno tiltai. В 2011 году были замены деформационные швы мостов.
В декабре 2012 года мост получил официальное название в честь Альфонсаса Мешкиниса, который руководил строительством одного из мостов. 

#### Реконструкция

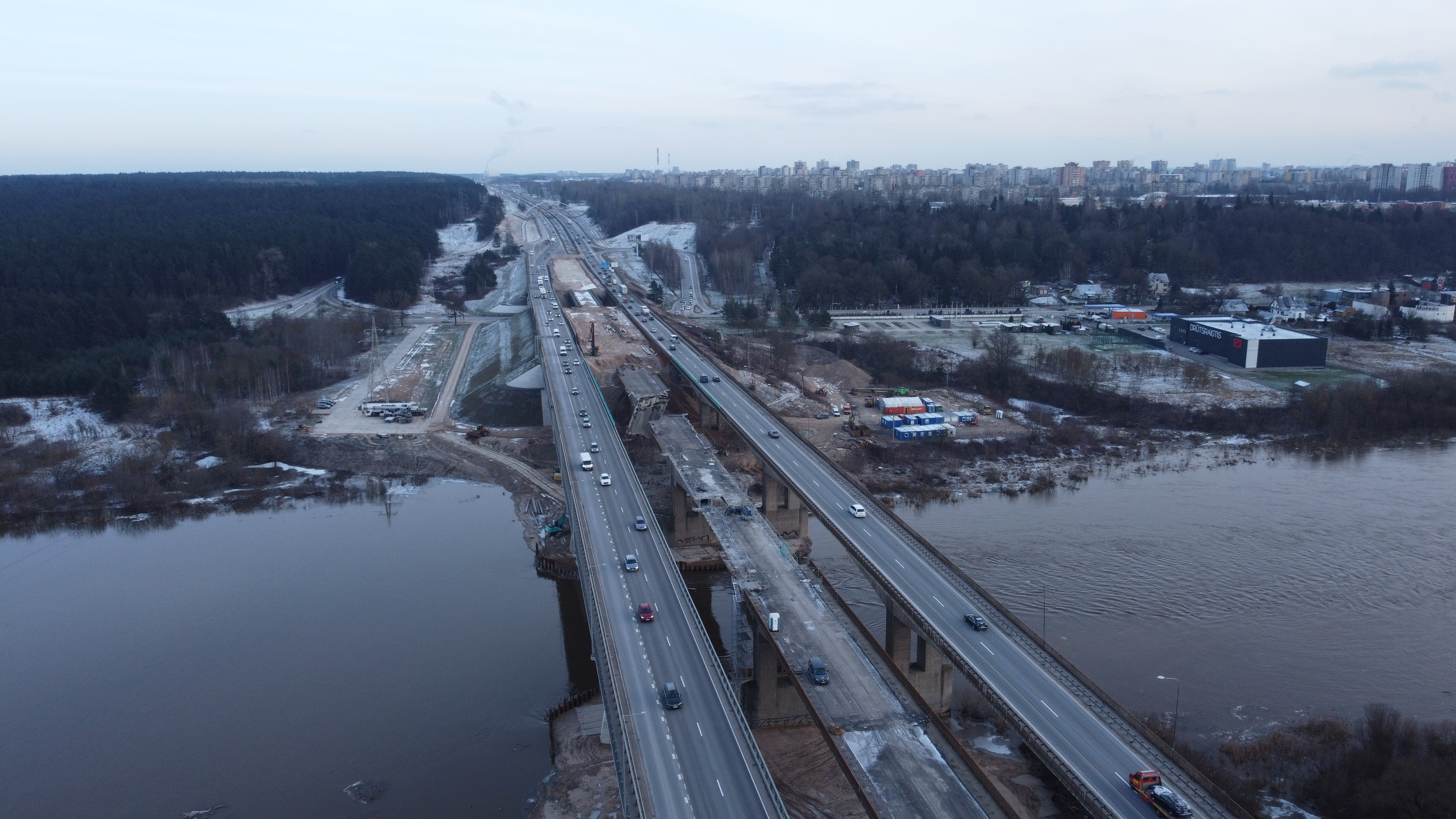
Построенный новый мост справа и снос старого (среднего) моста в период реконструкции.

В 2018 году был опубликован проект реконструкции шоссе А1, который к 2023 году предусматривал строительство нового моста взамен моста 1965 года постройки. В 2024 году было завершено строительство нового (северного) моста. На 2024 год продолжались работы над вторым новым мостом, который строится на месте снесённого ранее старого моста. 

## Конструкция
Старый мост имел железобетонную рамно-консольную конструкцию. Схема разбивки на пролёты: 42,2 + 3x84,3 + 47,2 м. Железобетонные балки пролетного строения собраны из блоков заводского изготовления. Объединение блоков произведено с помощью пучков предварительно напряженной арматуры. Стыки — клеевые, на эпоксидной смоле. Опоры монолитные железобетонные на свайном основании. Высота опор составляет 25 м. Общая длина моста составляет 348,7 м.
Мост предназначен для движения автотранспорта и пешеходов. Проезжая часть включает в себя 4 полосы для движения автотранспорта. Покрытие проезжей части — асфальтобетон. Тротуары отделены от проезжей части металлическим барьерным ограждением. Перильное ограждение металлическое простого рисунка. На устоях устроены лестничные сходы.